# Zheleznodorozhnoi Stantsi Vasiúrinskaya
Zheleznodorozhnoi stantsi Variúsinkaya (del ruso: Железнодорожной станции Васюринская) es un posiólok del raión de Dinskaya del krai de Krasnodar del sur de Rusia. Está situado en las tierras bajas de Kubán-Azov, al norte del embalse de Krasnodar, 16 km al este de Dinskaya y 30 km al nordeste de Krasnodar, la capital del krai. Tenía 124 habitantes en 2010.
Pertenece al municipio Vasiúrinskoye.

## Transporte
Está junto a una estación del ferrocarril Krasnodar-Kropotkin.